# Мали Кртіш
Мали Кртіш (словац. Malý Krtíš — село, громада в окрузі Вельки Кртіш, Банськобистрицький край, центральна Словаччина, історичний регіон Новоград. Кадастрова площа громади — 5,4 км². Населення — 528 осіб (за оцінкою на 31 грудня 2017 року).

## Історія
Перша згадка 1482 року.

## Населення
| Рік:            | 1994. | 2004.   | 2014.    | 2024.    |
| --------------- | ----- | ------- | -------- | -------- |
| Кількість осіб: | 432   | 446     | 532      | 465      |
| Різниця:        |       | +3,24 % | +19,28 % | -12,59 % |

| Рік:            | 2023. | 2024.   |
| --------------- | ----- | ------- |
| Кількість осіб: | 468   | 465     |
| Різниця:        |       | -0,64 % |